# Shailene Woodley
Pour les articles homonymes, voir Woodley.
Shailene Woodley [ ʃeɪˈlin ˈwʊdli], née le 15 novembre 1991 à Simi Valley, Californie (États-Unis) est une actrice, productrice, cofondatrice de l'organisme à but non lucratif All It Takes, militante et écologiste américaine.
Elle est révélée au début des années 2010 par les films indépendants The Descendants (2010), The Spectacular Now (2013) et Nos Étoiles contraires (2014).
Elle confirme en tête d'affiche de la trilogie de science-fiction Divergente (2014-2016), dans le rôle de Tris Prior.
De 2017 à 2019, elle tient l'un des rôles principaux de la série Big Little Lies, aux côtés de Reese Witherspoon et Nicole Kidman.

## Biographie

### Jeunesse et formation
Née à Simi Valley, en Californie, est la fille aînée de Lori Victor, conseillère pédagogique d'un collège, et de Lonnie Woodley, directeur d'école,. Elle a un jeune frère, prénommé Tanner Woodley (né en 1994). Dès l'âge de 4 ans, elle a lancé sa carrière de mannequin. En 2006, ses parents ont divorcé.
Shailene Woodley est diplômée du lycée simi Valley High School. Avant d'obtenir le rôle principal dans la série La Vie secrète d'une ado ordinaire, la jeune femme comptait intégrer l'université de New York, afin d'étudier l'architecture d'intérieur.

### Débuts précoces et révélation télévisuelle (2002 - 2010)
La comédienne entame sa carrière d'actrice dès 2002, à l'âge de 11 ans, en jouant des petits rôles dans les séries FBI : Portés disparus et Washington Police. Et en 2005, elle reçoit une nomination pour un Young Artist Awards, dans la catégorie « Meilleur premier rôle féminin dans un téléfilm ou mini-série », pour son rôle dans le téléfilm Des rêves de lendemain. Elle enchaîne avec le rôle de Felicity Merriman dans le téléfilm Felicity : Une jeune fille indépendante, qui lui vaut une seconde nomination aux Young Artist Awards, cette fois dans la catégorie « Meilleure performance dans un téléfilm ou mini-série (comédie ou dramatique) ».
Elle grandit devant les caméras au fil d'apparitions dans des séries télévisées : Cold Case : Affaires classées , Preuve à l'appui, Tout le monde aime Raymond, Earl, Les Experts : Manhattan , Monk et Close to Home : Juste Cause.
En 2008, à l'âge de 17 ans, elle décroche le rôle principal d'une nouvelle série, La Vie secrète d'une ado ordinaire : celui d'Amy Juergens, une adolescente de 15 ans tombée enceinte après avoir eu une aventure avec le garçon le plus populaire de son lycée. Le programme est diffusé par la chaîne ABC Family de juillet 2008 à juin 2013. En octobre 2012, le tournage de la fiction est arrêté au bout de cinq saisons, à la suite d'audiences en baisse. Mais, entre-temps, la jeune femme a réussi à percer au cinéma.

### Révélation critique au cinéma (2011 - 2013)

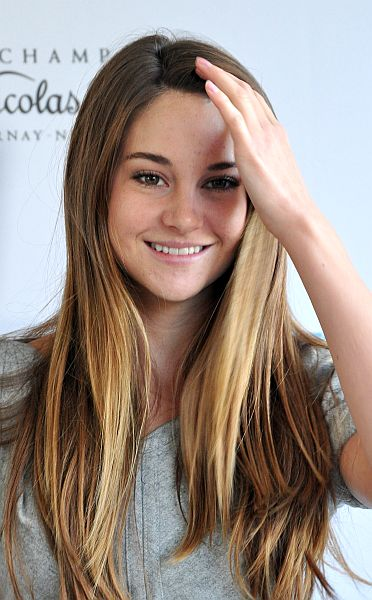
Shailene Woodley en octobre 2011, l'année de sortie de The Descendants.

En 2011, alors âgée de 20 ans, l'actrice fait ses premiers pas au cinéma dans le drame The Descendants. Elle y joue le rôle d'Alex, la fille aînée de Matt King (interprété par George Clooney). Sa prestation dans le film lui vaut des critiques positives. Le journaliste Anthony Oliver Scott, du The New York Times, déclare ainsi : « Mademoiselle Woodley donne, dans ce film, une performance des plus difficiles, intelligentes et incroyables. » Peter Debruge, de Variety, a expliqué que sa performance est une « révélation ». Pour ce rôle, Shailene a été nommée pour le Golden Globe de la meilleure actrice dans un second rôle, et elle a remporté un Film Independent's Spirit Awards, dans la même catégorie. En 2012, la jeune femme confirme son aura médiatique en étant nommée « La plus belle femme à tous les âges », par le magazine People. Elle est également listée parmi les « 55 futurs nouveaux visages d'Hollywood » par le magazine Nylon. Elle sera également aux côtés de Matthew Lillard et Judy Greer dans ce film.
L'actrice décide d'alterner blockbusters et films indépendants : au cours de l'été 2012, elle tourne la comédie dramatique The Spectacular Now, adaptée du roman du même nom de Tim Tharp. Le long-métrage est présenté pour la première fois lors du festival du film de Sundance, en janvier 2013,. Encore une fois, sa performance dans le film lui vaut des critiques positives ; elle remporte même un prix, durant ce même festival, puis est nommée pour un Film Independent's Spirit Awards, dans la catégorie « Meilleur premier rôle féminin ».
En octobre 2012, elle est annoncée dans le rôle de Mary Jane Watson dans le film de super-héros The Amazing Spider-Man : Le Destin d'un héros, aux côtés d'Andrew Garfield et Emma Stone. Cependant, le 19 juin 2013, le studio annonce que le personnage a été finalement supprimé de l'intrigue de cette suite, les scènes tournées avec l'actrice ayant été coupées au montage, et plutôt prévues pour un hypothétique troisième opus.
Cette même année 2013, elle rejoint officiellement la distribution du drame indépendant White Bird, réalisé par Gregg Araki, et dont la sortie est prévue au cinéma pour octobre 2014. Elle vient alors de boucler le tournage de son premier blockbuster en tant que tête d'affiche, Divergente.

### Confirmation commerciale (2014 - présent)

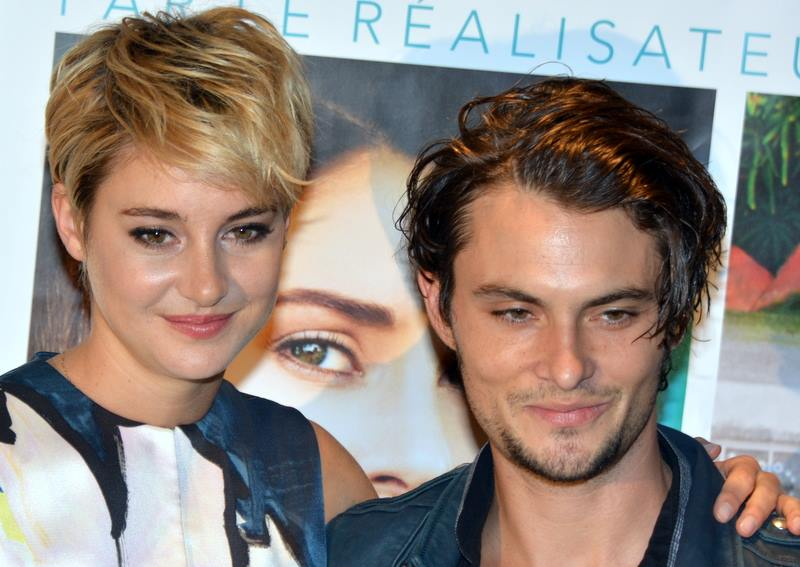
L'actrice en octobre 2014 avec Shiloh Fernandez à l'avant-première de White Bird.

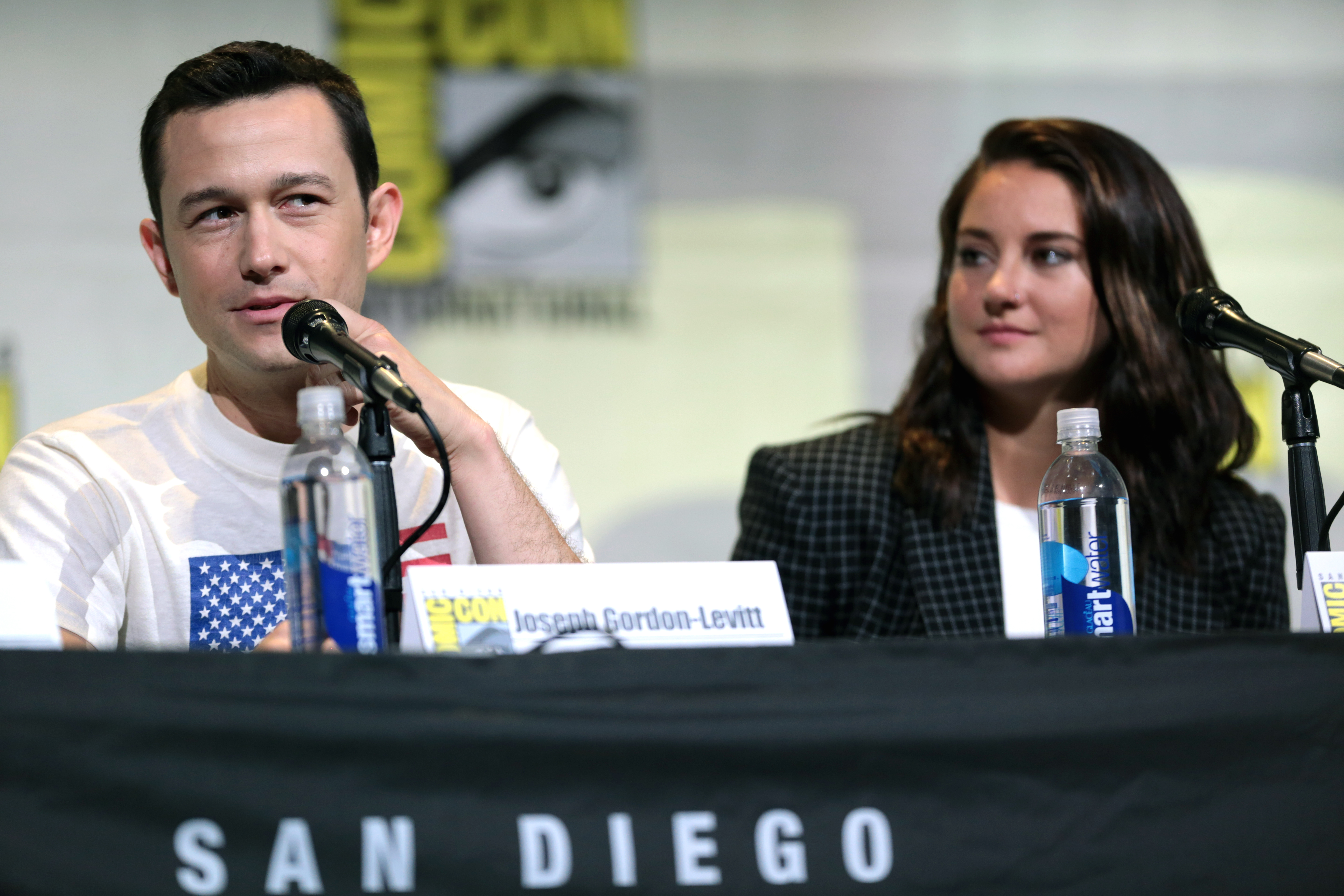
Puis aux côtés de Joseph Gordon-Levitt au San Diego Comic-Con 2016 pour Snowden.

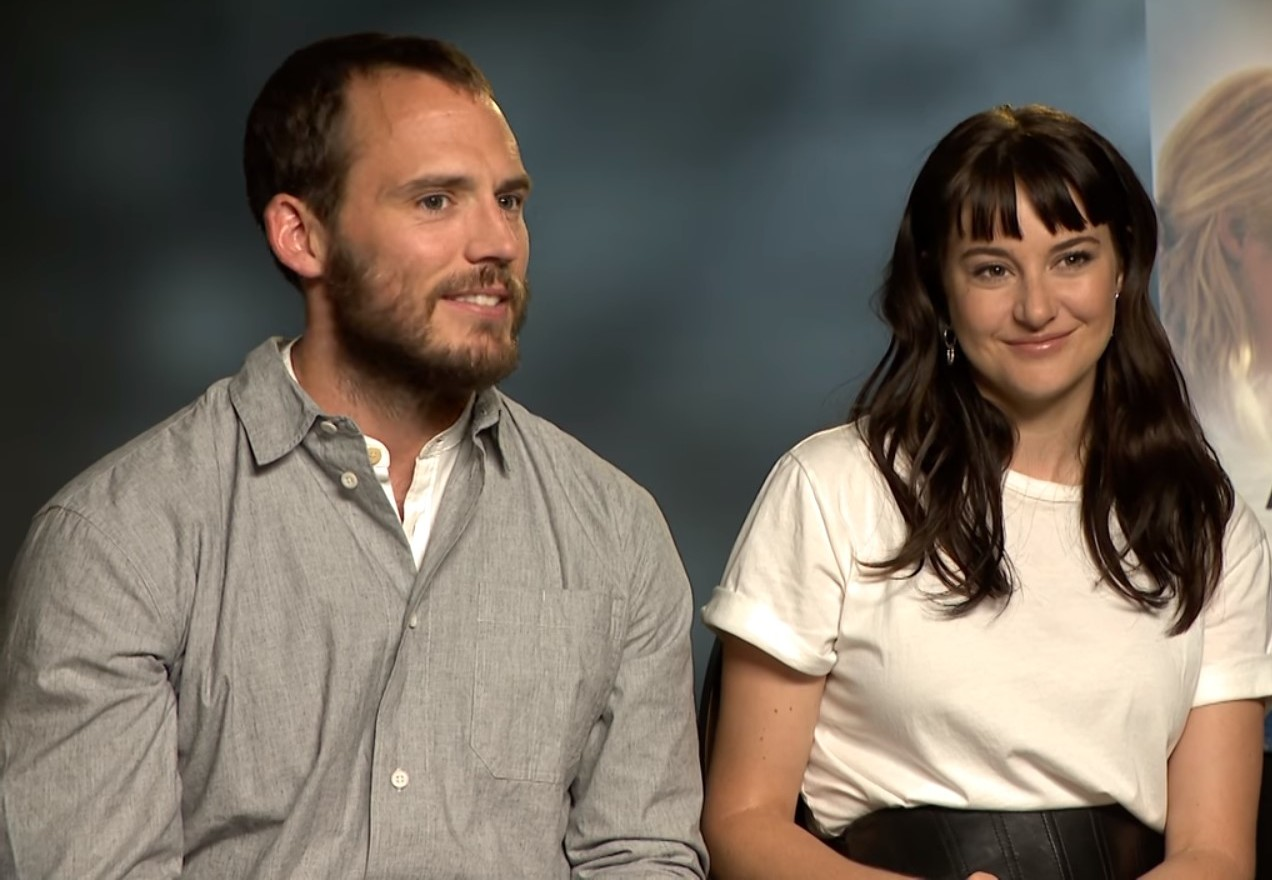
Avec son partenaire Sam Claflin pour la promotion de À la dérive, en juin 2018.

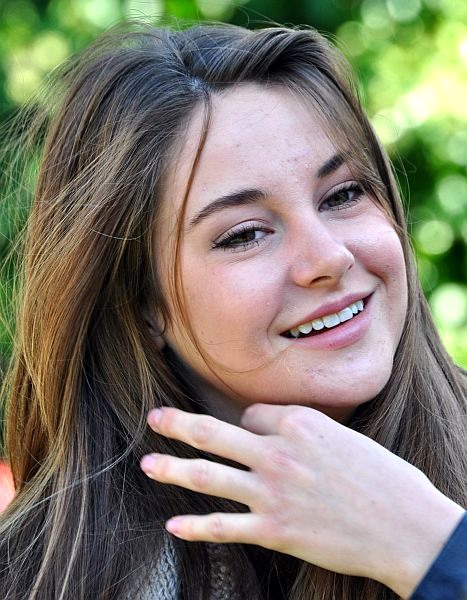
Shailene Woodley en 2011.

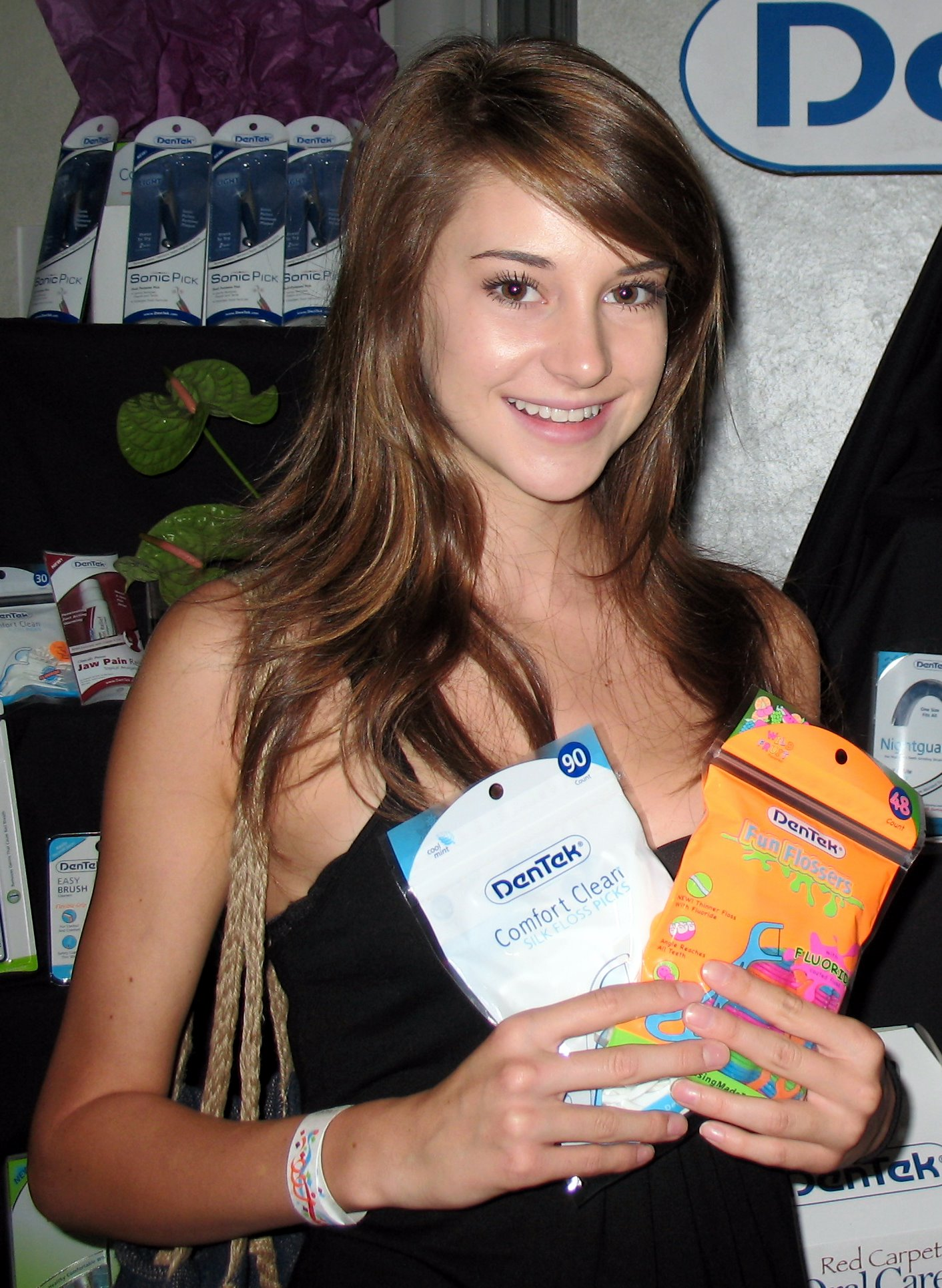
Shailene Woodley en 2008.

C'est le 22 octobre 2012 que l'actrice est officialisée dans le rôle de Beatrice « Tris » Prior dans Divergente, une adaptation de la série littéraire éponyme écrite par Veronica Roth. Le film est tourné d'avril à juillet 2013, à Chicago, dans l'Illinois, et sort dans les salles du monde entier en mars 2014. Si les critiques sont mitigées, la performance de la jeune actrice saluée. Et le box-office particulièrement rentable.
Le 19 mars 2013, l'actrice s'avance déjà vers un succès commercial plus inattendu quand elle obtient le rôle d'Hazel Grace Lancaster dans le mélodrame indépendant Nos étoiles contraires — adapté du best-seller, Nos étoiles contraires de John Green. Ce dernier s'est d'ailleurs exprimé sur Twitter sur le choix de l'actrice pour le film : « Il y avait tant d'excellentes auditions de plusieurs jeunes femmes pour le rôle d'Hazel, mais la passion que Shailene avait pour le roman et les personnages m'a impressionné. » Après avoir été tourné entre août et octobre 2013 à Pittsburgh, en Pennsylvanie, le film sort en salles en juin 2014, et combine bonnes critiques et excellent box-office, surtout sur le territoire nord-américain. La plupart des journalistes complimentent le jeu d'acteur de Shailene, décrivant sa prestation comme « mémorable » et « sublime »,. Le 14 novembre 2014, elle a remporté le prix de la « Révélation de l'année », lors des Hollywood Film Awards.
À la suite de ce double succès, le 11 avril 2014, le studio Lionsgate annonce que la trilogie Divergente sera finalement composée de quatre films, le troisième et dernier roman étant divisé en deux films; Un mois plus tard, Woodley entame le tournage du second opus, Divergente 2 : L'Insurrection, à Atlanta, en Géorgie. Celui-ci se conclut en septembre,. Le film sort en France le 18 mars 2015 et le 20 mars 2015 aux États-Unis. Le box-office est satisfaisant.
Elle enchaîne avec le tournage du troisième opus, Divergente 3 : Au-delà du mur, qui sort en mars 2016. Mais le film est un flop aux États-Unis, et les critiques encore plus mauvaises que pour le précédent opus. Fin juillet 2016, le studio annonce que le quatrième opus est annulé, et qu'un téléfilm de conclusion sera finalement tourné, pour donner ensuite naissance à une série télévisée. Le sort de la distribution principale reste en suspens.
À la rentrée, la comédienne s'extirpe d'un registre adolescent en étant à l'affiche de l'attendu biopic Snowden, d'Oliver Stone, avec Joseph Gordon-Levitt dans le rôle-titre. Le film divise la critique et déçoit commercialement.
En 2017, la comédienne revient à la télévision pour tenir l'un des rôles principaux de la prestigieuse mini-série dramatique Big Little Lies, réalisée par Jean-Marc Vallée. L'actrice y évolue aux côtés de Nicole Kidman et de Reese Witherspoon. Elle y retrouve Zoë Kravitz, sa co-star de la saga Divergente et Laura Dern avec qui elle avait joué dans Nos étoiles contraires. Son interprétation de Jane Chapman lui a valu une nomination aux Golden Globes pour la meilleure actrice dans un second rôle et une nomination aux Emmys Awards pour la meilleure actrice dans un second rôle. En 2019, elle reprend son rôle aux côtés de Meryl Streep, nouvelle addition à la série. Dans une interview, Shailene explique que le talent de Meryl Streep a beaucoup influencé et amélioré son jeu d'actrice.
Parallèlement, elle déclare officiellement quitter la saga Divergente, refusant de terminer l'histoire de son personnage, si c'est à la télévision.
En 2019, elle tient le rôle principal du film Love Again de Drake Doremus aux côtés de Sebastian Stan et Jamie Dorman dans lequel une bonne partie du film est improvisée, ce qui est un challenge pour l'actrice. Le film divise la critique, mais la performance de Shailene est décrite comme convaincante, captivante, authentique et touchante.

## Vie privée
Shailene était en couple avec Nahko Bear, membre du groupe Medicine for the People, de 2014 à 2016,.
D’octobre 2017 à 2019, elle sortait avec le rugbyman fidjien Ben Volavola qui joue au Racing 92, club de rugby des Hauts-de-Seine,,.
Elle était ensuite en couple avec le quarterback américain Aaron Rodgers, de l'été 2020 à février 2022. Ils avaient annoncé leurs fiançailles en février 2021.
Elle est très proche d'Isidora Goresther, Megan Park et Shawn-Caulin Young, qui font partie de ses meilleurs amis, mais également de Miles Teller et sa femme Keleigh Sperry, et de Ansel Elgort. Elle est proche  également d'actrices comme Zoë Kravitz, Reese Witherspoon, Laura Dern, Nicole Kidman, Kathryn Newton et Ian Armitage, qui font comme elle partie du casting de Big Little Lies. Elle est également une amie proche de Sam Claflin, de Nikki Reed, de Sebastian Stan, de Jessica Chastain, de Nahko Bear, de Olivier Rousteing, de Jessica Alba, de Maggie Q, ainsi que de Theo James, son partenaire dans la trilogie à succès Divergente.
En 2020, elle révèle dans une interview pour le New York Times qu'elle a eu d'importants problèmes de santé au cours de sa vingtaine : « Je n'en ai pas encore beaucoup parlé en public, et je le ferai un jour, mais j'ai été très, très malade, au début de ma vingtaine. Lorsque je tournais les films Divergente, que je travaillais dur, j'ai été confrontée à un souci physique profondément personnel et très effrayant. Pour cette raison, j'ai dit non à beaucoup d'opportunités, car je devais d'abord aller mieux. » Aujourd'hui, elle est guérie, et explique : « Une grande partie de ces dernières années a été occupée à me focaliser sur ma santé mentale, c'est un processus lent. Mais grâce au travail, j'ai les pieds sur terre, et je sais clairement qui je suis, ce qu'est ma vie, que ce soit ma carrière ou mes relations, ou ma propre valeur. Je suis très reconnaissante d'avoir traversé tout ça. »
En 2020, pendant le confinement, elle participe à de nombreux live, notamment celui avec des membres de All It Takes, et Cara Delevingne, où elle évoque ses problèmes personnels liés à son mental, comment gérer au quotidien sa santé mentale, ainsi que l'importance de parler de ce sujet primordial.

### Militantisme
Shailene Woodley est une fervente militante écologiste et activiste pour le climat. Sa mère et elle ont fondé ensemble l'organisme sans but lucratif All It Takes en 2010. All it Takes est un programme de renforcement du leadership chez les jeunes, qui vise à leur enseigner la pratique de l'empathie, la compassion, la responsabilité et la détermination, dans l'espoir de favoriser un changement durable et positif, pour eux-mêmes, les autres, et l'environnement.
Elle soutient Bernie Sanders à la présidentielle de 2016.
La même année, elle dénonce le projet Dakota Access Pipeline, un pipeline souterrain de transport de pétrole de 3,87 milliards de dollars, construit par Dakota Access LLC. Le 10 octobre, elle est arrêtée pour intrusion criminelle à Saint Anthony, dans le Dakota du Nord. Elle plaide coupable, et est condamnée à un an de probation.
Au milieu de l'année 2016, Shailene Woodley se joint au conseil d'administration de Our Revolution, une organisation politique visant à sensibiliser les électeurs aux enjeux politiques, à les faire participer au processus, organiser et élire des dirigeants progressistes.
Le 29 septembre 2016, elle est récompensée à l'occasion du 20e anniversaire des Global Green Environmental Awards, au cours duquel elle reçoit l'Entertainment Industry Environmental Leadership Award pour avoir cofondé l'organisation All it Takes. En octobre 2016, elle remporte le prix Female EMA Futures Award lors de la 26e édition annuelle de l'Environmental Media Association (EMA) Awards.
En 2018, elle invite la militante Calina Lawrence à la 75e cérémonie des Golden Globes, qu'elle avait rencontrée pour la première fois à la réserve indienne de Standing Rock, en protestant contre le Dakota Access Pipeline.
En juillet 2019, Shailene Woodley devient ambassadrice des océans pour Greenpeace, et entreprend une expédition de trois semaines dans la mer des Sargasses pour étudier l'impact des plastiques et des microplastiques sur la vie marine, et pour démontrer l'importance de cet écosystème unique, dans le cadre du nouveau traité mondial sur la conservation des océans, en voie de négociation aux Nations unies.

## Filmographie

### Cinéma

#### Longs métrages
- 2007 : Moola de Don Most : Ashley Hedges
- 2011 : The Descendants d'Alexander Payne : Alexandra « Alex » King
- 2013 : The Spectacular Now de James Ponsoldt : Aimee Finicky
- 2014 : Divergente de Neil Burger : Beatrice « Tris » Prior
- 2014 : Nos Étoiles Contraires (The Fault in Our Stars) de Josh Boone : Hazel Grace Lancaster
- 2014 : The Amazing Spider-Man : Le Destin d'un héros (The Amazing Spider-Man 2) de Marc Webb : Mary Jane Watson (scènes coupées)
- 2014 : White Bird (White Bird in a Blizzard) de Gregg Araki : Kat Connor
- 2015 : Divergente 2 : L'Insurrection (The Divergent Series: Insurgent) de Robert Schwentke : Beatrice « Tris » Prior
- 2016 : Divergente 3 : Au-delà du mur (The Divergent Series: Allegiant) de Robert Schwentke : Beatrice « Tris » Prior
- 2016 : Snowden d'Oliver Stone : Lindsay Mills
- 2018 : À la dérive (Adrift) de Baltasar Kormákur : Tami Oldham
- 2019 : Love Again (Endings, Beginnings) de Drake Doremus : Daphne
- 2021 : La Dernière lettre de son amant (The Last Letter from Your Lover) d'Augustine Frizzell : Jennifer Sterling
- 2021 : Désigné coupable (The Mauritanian) de Kevin Macdonald : Teri Duncan
- 2021 : The Fallout de Megan Park : Anna
- 2023 : Misanthrope (To Catch a Killer) de Damián Szifrón : Eleanore (également productrice)
- 2023 : Robots de Casper Christensen (en) et Anthony Hines : Elaine
- 2023 : Ferrari de Michael Mann : Lina Lardi
- 2023 : Dumb Money de Craig Gillespie
- 2024 : Killer Heat de Philippe Lacôte : Penelope Vardakis

#### Films d'animation
- 2021 : Arkie de Luke Jurevicius : Arkie

#### Courts métrages
- 2011 : Our Deal de Drew Barrymore : Day Trotter
- 2014 : 9 Kisses d'Elaine Constantine : La femme à la boxe
- 2019 : 30x30 de Rob Sorrenti : le narrateur

### Télévision

#### Séries télévisées
- 2001-2003 : Washington Police : Kristin Dobreno
- 2001-2004 : Preuve à l'appui (Crossing Jordan) : Jordan Cavanaugh jeune
- 2003 : FBI : Portés disparus (Without a Trace) : Clare Metcalf jeune
- 2003-2004 : Newport Beach : Kaitlin Cooper
- 2004 : Tout le monde aime Raymond (Everybody Loves Raymond) : Une jeune fille
- 2004-2005 : Jack et Bobby : Chloe Benedict
- 2006 : Earl (My Name Is Earl) : Gwen jeune
- 2007 : Les Experts : Manhattan (CSI : Manhattan) : Evie Pierpont
- 2007 : Close to Home : Juste Cause (Close to Home) : Gaby Tursi
- 2007 : Cold Case : Affaires classées : Sarah Gunden 2006 - 2007
- 2008-2013 : La Vie secrète d'une ado ordinaire (The Secret Life of the American Teenager) : Amy Juergens
- 2018 : La nature parle (Nature Is Speaking) (série documentaire sur l'environnement) : la Forêt (un épisode)
- 2017-2019 : Big Little Lies : Jane Chapman
- 2024 : Hope in the Water : Herself
- 2024 : Three Women : Gia

#### Téléfilms
- 1999 : S'il suffisait d'aimer (Replacing Dad) de Joyce Chopra : Une petite fille
- 2004 : Des rêves de lendemain (A Place Called Home) : California Ford
- 2005 : Felicity : Une jeune fille indépendante (Felicity : An American Girl Adventure) : Felicity Merriman
- 2005 : Once Upon a Mattress : Molly
- 2007 : Vol 732 : Terreur en plein ciel (Final Approach) d'Armand Mastroianni : Maya Bender

#### Documentaires
- 2017 : Awake, a dream from Standing Rock
- 2018 : La nature parle (Nature Is Speaking) : la Forêt

#### Productrice
- 2017 : Awake, a dream from Standing Rock (productrice exécutive)
- 2018 : À la dérive (Adrift) de Baltasar Kormákur
- 2021 : Last Letter From Your Lover d'Augustine Frizzell (productrice exécutive)

#### Clips musicaux
- 2016 : #WHERETHELOVE des Black Eyed Peas feat the World
- 2017 : Stand Up/ Stand N Rock de Taboo feat Shailene Woodley
- 2018 : Young de Nakho Bear feat Shailene Woodley

### Théâtre
- 2024 : Cult of Love de Leslye Headland et Tripp Cullman (Broadway)

## Distinctions
| Année | Cérémonie                                                              | Catégorie                                                                           | Travail Récompensé                      | Résultat   |
| ----- | ---------------------------------------------------------------------- | ----------------------------------------------------------------------------------- | --------------------------------------- | ---------- |
| 2005  | Young Artist Awards                                                    | Meilleure jeune actrice                                                             | Des rêves de lendemain                  | Nomination |
| 2006  | Young Artist Awards                                                    | Meilleure jeune actrice                                                             | Felicity : Une jeune fille indépendante | Nomination |
| 2009  | Young Artist Awards                                                    | Meilleure actrice dans une série dramatique                                         | La Vie secrète d'une ado ordinaire      | Nomination |
| 2009  | Teen Choice Awards                                                     | Meilleure actrice dans une série dramatique                                         | La Vie secrète d'une ado ordinaire      | Nomination |
| 2010  | Teen Choice Awards                                                     | Meilleure actrice dans une série dramatique                                         | La Vie secrète d'une ado ordinaire      | Nomination |
| 2010  | Teen Choice Awards                                                     | Star féminine de l'été                                                              | Elle-même                               | Nomination |
| 2010  | Gracie Awards                                                          | Révélation féminine dans une série dramatique                                       | La Vie secrète d'une ado ordinaire      | Lauréat    |
| 2011  | 13e cérémonie des Teen Choice Awards                                   | Meilleure actrice dans une série dramatique                                         | La Vie secrète d'une ado ordinaire      | Nomination |
| 2011  | 6e cérémonie des Detroit Film Critics Society Awards                   | Révélation de l'année                                                               | The Descendants                         | Nomination |
| 2011  | Gotham Independent Film Awards                                         | Meilleure actrice                                                                   | The Descendants                         | Nomination |
| 2011  | Gotham Independent Film Awards                                         | Breakthrough Actor                                                                  | The Descendants                         | Nomination |
| 2011  | Alliance of Women Film Journalists                                     | Révélation de l'année                                                               | The Descendants                         | Nomination |
| 2011  | Festival du film de Hollywood                                          | Spotlight Award                                                                     | The Descendants                         | Lauréat    |
| 2011  | Festival international du film des Hamptons                            | Breakthrough Performer                                                              | The Descendants                         | Lauréat    |
| 2011  | 24e cérémonie des Chicago Film Critics Association Awards              | Meilleure actrice dans un second rôle                                               | The Descendants                         | Nomination |
| 2011  | 24e cérémonie des Chicago Film Critics Association Awards              | Meilleur espoir féminin                                                             | The Descendants                         | Nomination |
| 2011  | Women Film Critics Circle Awards                                       | Meilleur espoir féminin                                                             | The Descendants                         | Lauréat    |
| 2011  | 12e cérémonie des Phoenix Film Critics Society Awards                  | Meilleur espoir féminin                                                             | The Descendants                         | Nomination |
| 2011  | 12e cérémonie des Phoenix Film Critics Society Awards                  | Meilleure actrice dans un second rôle                                               | The Descendants                         | Nomination |
| 2011  | 47e cérémonie des National Society of Film Critics Awards              | Meilleure actrice dans un second rôle                                               | The Descendants                         | Nomination |
| 2011  | Online Film Critics Society                                            | Meilleure actrice dans un second rôle                                               | The Descendants                         | Nomination |
| 2011  | Dallas-Fort Worth Film Critics Association Awards                      | Meilleure actrice dans un second rôle                                               | The Descendants                         | Lauréat    |
| 2011  | Florida Film Critics Circle Awards                                     | Meilleure actrice dans un second rôle                                               | The Descendants                         | Lauréat    |
| 2011  | National Board of Review Awards                                        | Meilleure actrice dans un second rôle                                               | The Descendants                         | Lauréat    |
| 2011  | San Diego Film Critics Society Awards                                  | Meilleure actrice dans un second rôle                                               | The Descendants                         | Lauréat    |
| 2011  | 20e cérémonie des Southeastern Film Critics Association Awards         | Meilleure actrice dans un second rôle                                               | The Descendants                         | Nomination |
| 2011  | 8e cérémonie des St. Louis Film Critics Association Awards             | Meilleure actrice dans un second rôle                                               | The Descendants                         | Nomination |
| 2011  | Toronto Film Critics Association Awards                                | Meilleure actrice dans un second rôle                                               | The Descendants                         | Nomination |
| 2011  | Vancouver Film Critics Circle Awards                                   | Meilleure actrice dans un second rôle                                               | The Descendants                         | Nomination |
| 2011  | 10e cérémonie des Washington D.C. Area Film Critics Association Awards | Meilleure actrice dans un second rôle                                               | The Descendants                         | Nomination |
| 2012  | 18e cérémonie des Chlotrudis Awards                                    | Meilleure actrice dans un second rôle                                               | The Descendants                         | Nomination |
| 2012  | 9e cérémonie des Central Ohio Film Critics Association Awards          | Meilleure actrice dans un second rôle                                               | The Descendants                         | Lauréat    |
| 2012  | Denver Film Critics Society Awards                                     | Meilleure actrice dans un second rôle                                               | The Descendants                         | Lauréat    |
| 2012  | Houston Film Critics Society Awards                                    | Meilleure actrice dans un second rôle                                               | The Descendants                         | Lauréat    |
| 2012  | Independent Spirit Awards                                              | Meilleure actrice dans un second rôle                                               | The Descendants                         | Lauréat    |
| 2012  | 69e cérémonie des Golden Globes                                        | Meilleure actrice dans un second rôle                                               | The Descendants                         | Nomination |
| 2012  | 17e cérémonie des Critics' Choice Movie Awards                         | Meilleure actrice dans un second rôle                                               | The Descendants                         | Nomination |
| 2012  | 17e cérémonie des Critics' Choice Movie Awards                         | Meilleur espoir féminin                                                             | The Descendants                         | Nomination |
| 2012  | 3e cérémonie des Denver Film Critics Society Awards                    | Meilleur espoir féminin                                                             | The Descendants                         | Nomination |
| 2012  | 9e cérémonie des Central Ohio Film Critics Association Awards          | Meilleur espoir féminin                                                             | The Descendants                         | Nomination |
| 2012  | Iowa Film Critics Association Awards                                   | Meilleur espoir féminin                                                             | The Descendants                         | Nomination |
| 2012  | MTV Movie Awards                                                       | Meilleur espoir féminin                                                             | The Descendants                         | Lauréat    |
| 2012  | 14e cérémonie des Teen Choice Awards                                   | Star féminine de l'été                                                              | La Vie secrète d'une ado ordinaire      | Nomination |
| 2012  | Festival de Cannes                                                     | Révélations féminines du cinéma : Trophée Chopard                                   | Elle-même                               | Lauréat    |
| 2013  | Festival du film de Sundance                                           | Prix d'interprétation (partagé avec Miles Teller)                                   | The Spectacular Now                     | Lauréat    |
| 2013  | San Diego Film Critics Society Awards                                  | Meilleure actrice dans un second rôle                                               | The Spectacular Now                     | Lauréat    |
| 2014  | MTV Movie Awards                                                       | Meilleur baiser (partagé avec Miles Teller)                                         | The Spectacular Now                     | Nomination |
| 2014  | MTV Movie Awards                                                       | Meilleur personnage                                                                 | Divergente                              | Lauréat    |
| 2014  | 16e cérémonie des Teen Choice Awards                                   | Meilleure actrice dans un film d'action                                             | Divergente                              | Lauréat    |
| 2014  | 16e cérémonie des Teen Choice Awards                                   | Meilleure actrice dans un film dramatique                                           | Nos étoiles contraires                  | Lauréat    |
| 2014  | 16e cérémonie des Teen Choice Awards                                   | Meilleure alchimie (avec Ansel Elgort et Nat Wolff)                                 | Nos étoiles contraires                  | Lauréat    |
| 2014  | Festival du film de Hollywood                                          | Hollywood Breakout Performance Award                                                | Nos étoiles contraires                  | Lauréat    |
| 2015  | 68e cérémonie des British Academy Film Awards                          | Nouveaux talents de l'année : Rising Star Award                                     | Elle-même                               | Nomination |
| 2016  | 18e cérémonie des Teen Choice Awards                                   | Meilleure actrice dans un film d'action                                             | Divergente 3 : Au-delà du mur           | Lauréat    |
| 2017  | 43e cérémonie des People's Choice Awards                               | Actrice d'action préférée                                                           | Elle-même                               | Lauréat    |
| 2017  | Shorty Award                                                           | Activisme                                                                           | Elle-même                               | Nomination |
| 2017  | Awards Circuit Community Awards                                        | Meilleure actrice dans un second rôle dans une mini-série ou un téléfilm            | Big Little Lies                         | Nomination |
| 2017  | Gold Derby Awards                                                      | Meilleure actrice dans un second rôle dans une mini-série ou un téléfilm            | Big Little Lies                         | Nomination |
| 2017  | 69e cérémonie des Primetime Emmy Awards                                | Meilleure actrice dans un second rôle dans une mini-série ou un téléfilm            | Big Little Lies                         | Nomination |
| 2017  | MTV Video Music Awards                                                 | Best Fight Against the System                                                       | Stand Up/Stand N Rock                   | Lauréat    |
| 2017  | Online Film & Television Association                                   | Meilleure actrice dans un second rôle dans une mini-série                           | Big Little Lies                         | Nomination |
| 2018  | 75e cérémonie des Golden Globes                                        | Meilleure Actrice dans un second rôle dans une série, une mini-série ou un téléfilm | Big Little Lies                         | Nomination |
| 2018  | Gracie Allen Awards                                                    | Meilleure actrice dans un second rôle dans une mini-série                           | Big Little Lies                         | Lauréat    |
| 2018  | 20e cérémonie des Teen Choice Awards                                   | Meilleure actrice de cinéma de l'été                                                | À la dérive                             | Nomination |
| 2018  | Festival du cinéma américain de Deauville                              | Prix "Le Nouvel Hollywood"                                                          | Elle-même                               | Lauréat    |
| 2018  | 22e cérémonie des Satellite Awards                                     | Meilleure actrice dans un second rôle dans une série, téléfilm ou mini-série        | Big Little Lies                         | Nomination |
| 2020  | 26e cérémonie des Screen Actors Guild Awards                           | Meilleure distribution pour une série dramatique                                    | Big Little Lies                         | Nomination |

## Voix francophones
En version française, Shailene Woodley est dans un premier temps doublée par Émilie Rault dans Newport Beach, Caroline Mozzone dans Jack et Bobby, Bénédicte Bosc dans Les Experts : Manhattan et Adeline Chetail dans Cold Case : Affaires classées.
À partir de la série La Vie secrète d'une ado ordinaire, elle est doublée dans toutes ses apparitions par Jessica Monceau,, cette dernière étant notamment sa voix dans The Descendants, les films Divergente, Nos étoiles contraires, White Bird, Snowden, Big Little Lies ou encore The Fallout.
En version québécoise, Shailene Woodley est doublée par Eloisa Cervantes dans les films Divergence ainsi que par Véronique Clusiau dans Nos étoiles contraires[réf. nécessaire].